# Kalna (Indien)
Kalna (bengalisch কালনা oder auch Ambika Kalna) ist eine Stadt und Hauptort einer Gemeinde (municipality) mit etwa 60.000 Einwohnern im ostindischen Bundesstaat Westbengalen. Die Stadt ist bedeutsam wegen mehrerer Bengalischer Tempel aus dem 18. und 19. Jahrhundert.

## Lage
Die etwa 15 bis 20 m hoch gelegene Stadt Kalna liegt auf dem südwestlichen Ufer des Hugli-Flusses ca. 100 km (Fahrtstrecke) nördlich von Kolkata; von dort fahren nahezu stündlich Busse (Fahrzeit ca. 3,5 Stunden). Außerdem hat die Stadt einen Bahnhof mit Zugverbindungen zu allen wichtigen Städten in der Region. Die Distriktshauptstadt Bardhaman befindet sich ca. 60 km westlich.

## Bevölkerung
Offizielle Bevölkerungsstatistiken werden erst seit 1991 geführt und veröffentlicht.
| Jahr      | 1991   | 2001   | 2011   |
| Einwohner | 47.229 | 52.182 | 56.722 |

Knapp 95 % der zumeist zugewanderten Einwohner sind Hindus, knapp 5 % sind Moslems; die übrigen indischen Religionsgemeinschaften wie Buddhisten, Jains, Sikhs und Christen bilden Splittergruppen. Der männliche Bevölkerungsanteil ist nur geringfügig höher als der weibliche.

## Wirtschaft
Die Landwirtschaft spielt immer noch die wichtigste Rolle in den Dörfern der Umgebung der Stadt, die als regionales Handels-, Handwerks- und Dienstleistungszentrum fungiert. Nach der Teilung Indiens (1947) ließen sich viele Weber aus dem nur ca. 50 km entfernten damaligen Ost-Pakistan (heute Bangladesch) in Kalna und Umgebung nieder – die feinen Seiden- und Baumwollstoffe aus der Region sind für ihre Qualität berühmt. Auch der regionale (Pilger-)Tourismus bringt Einnahmen in die Kassen der Stadt.

## Geschichte

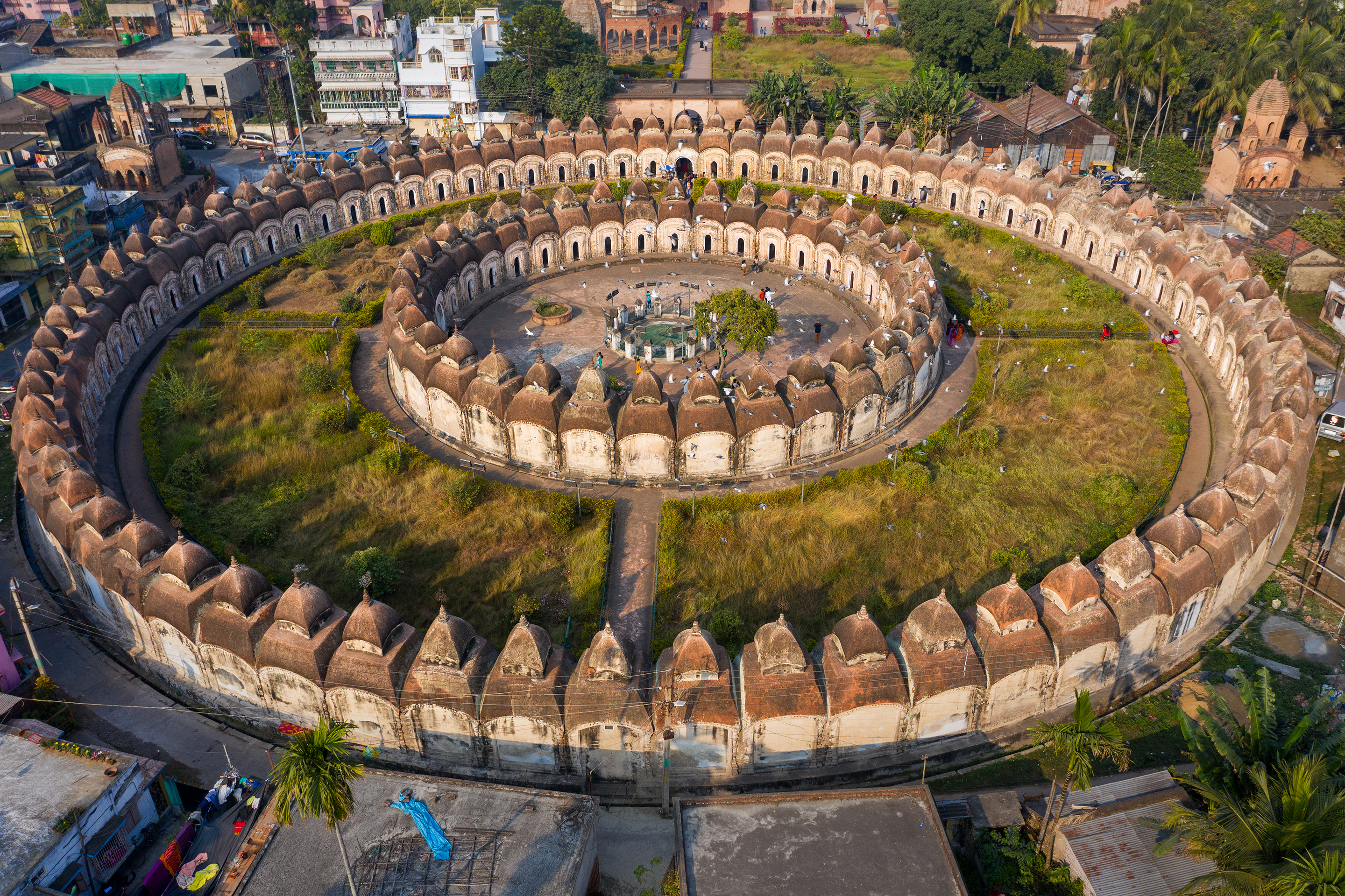
108 Shiva-Tempel

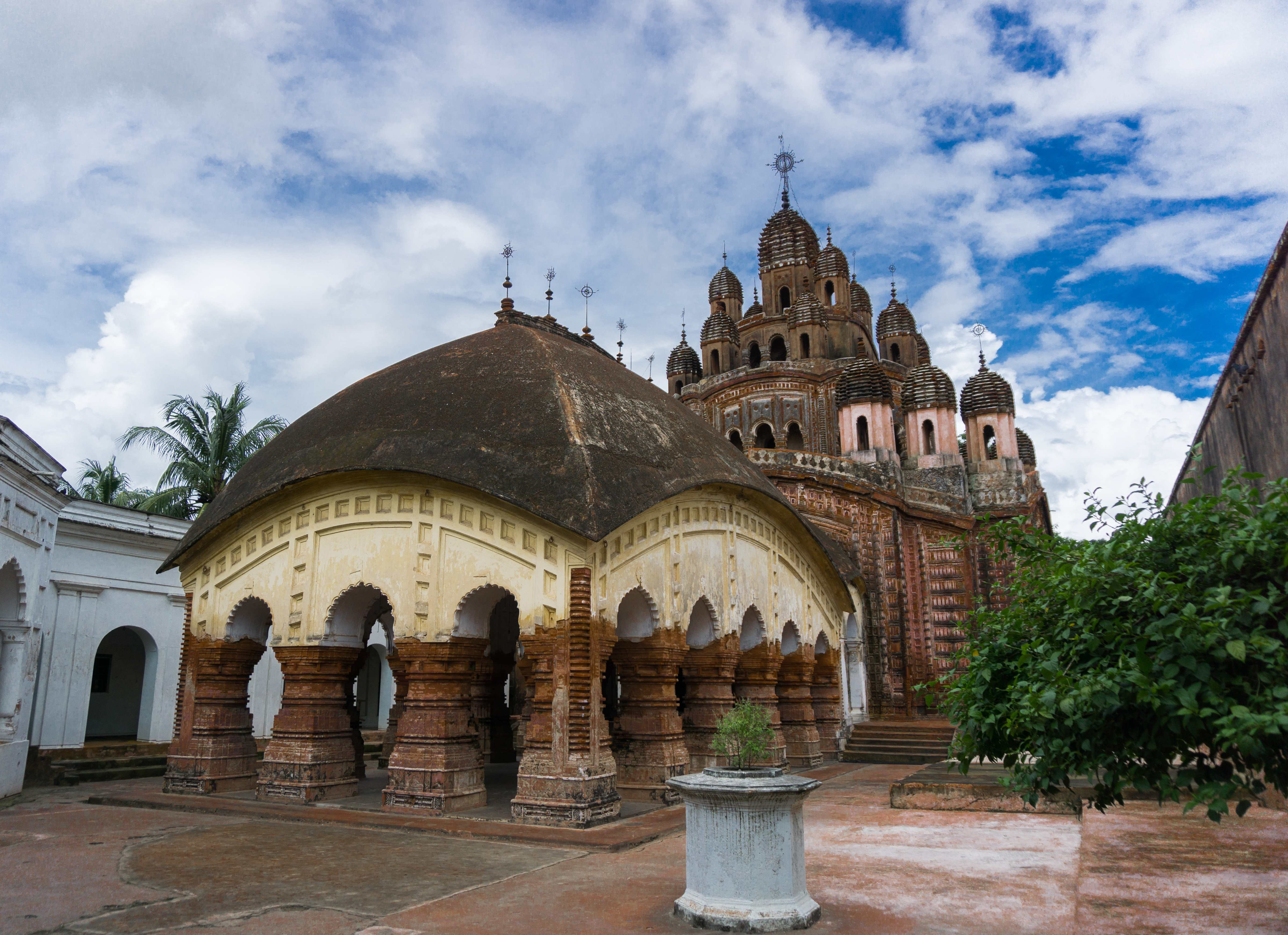
Lalji-Tempel mit Vorhalle (mandapa)

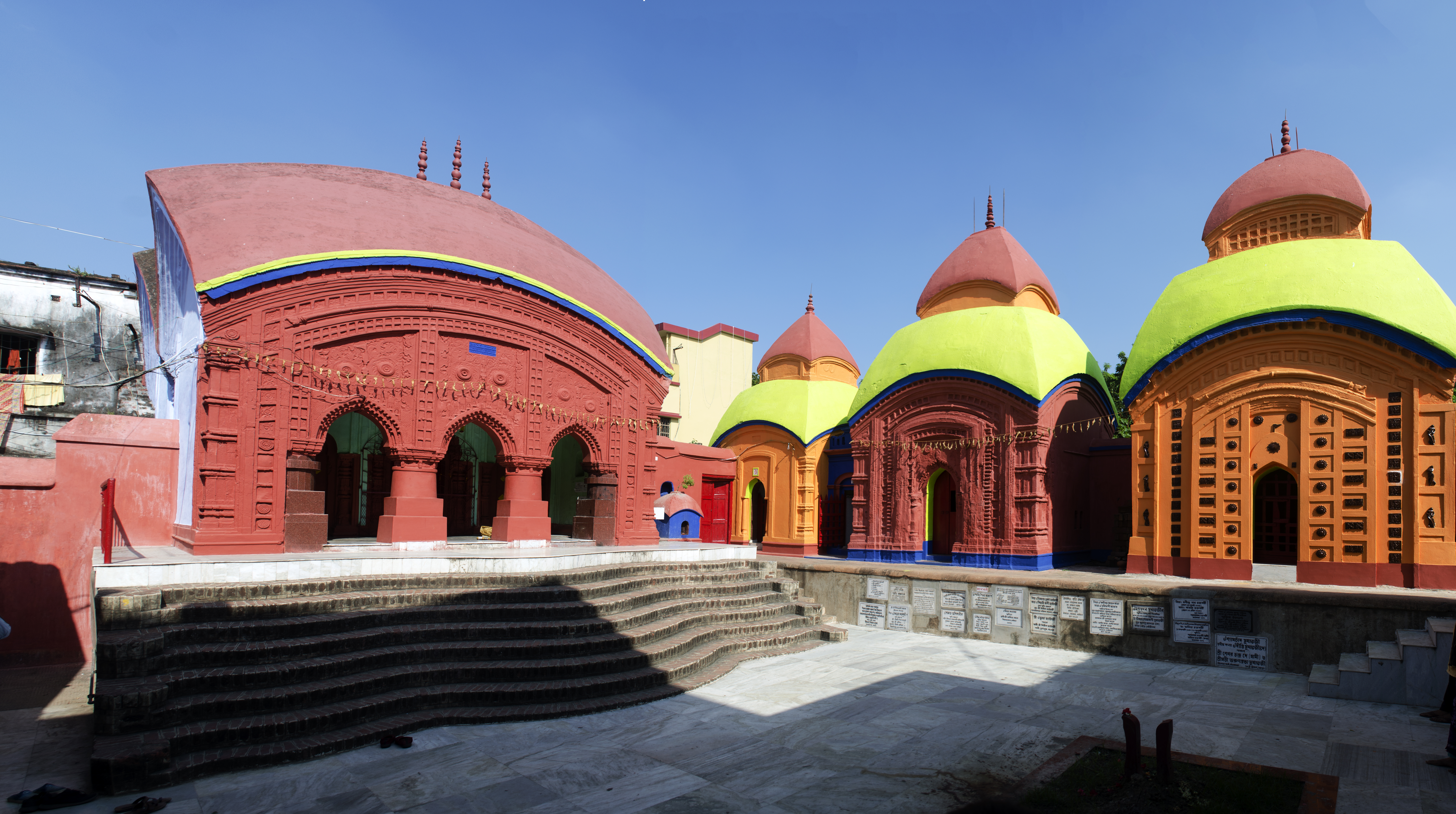
Siddheswari Kali-Tempel

Über die frühe und mittelalterliche Geschichte von Kalna ist kaum etwas bekannt. Im 12. Jahrhundert begann der Aufstieg des Islam, der unter den Mogul-Herrschern seinen Höhepunkt erreichte und bis nach Bengalen ausstrahlte. Das 16. bis 18. Jahrhundert war die Blütezeit des Ortes, der sich unter britischer Herrschaft zu einer kleinen Hafenstadt entwickelte.

## Sehenswürdigkeiten
Bedeutendste Sehenswürdigkeiten sind die vielen aus Ziegelsteinen gebauten Tempel aus dem 17. bis 19. Jahrhundert, der Blütezeit der weitgehend unabhängig herrschenden Maharajas von Bardhaman. Sie gehören allesamt zu den Bengalischen Tempeln, einer Sonderform der Hindu-Architektur, die gekennzeichnet ist durch eine besondere Dachform (Bengalisches Dach) sowie durch turmartige Aufsätze (ratnas). In architektonischer Hinsicht haben diese nur wenig mit den shikharas des nordindischen Nagara-Stils zu tun; sie beziehen sich anscheinend mehr auf die seit dem 15. Jahrhundert nachweisbaren chhatris muslimischer Mausoleen.
- Nahezu einzigartig in ganz Indien ist der aus zwei konzentrischen Ringen mit 34 bzw. 74 aneinandergereihten Tempelschreinen bestehende Gebäudekomplex der 108 Shiva-Tempel (Nava Kailash); er wurde im Jahr 1809 fertiggestellt.
- Der im Jahr 1739 fertiggestellte Lalji-Tempel mit seinen zahlreichen Türmchen ist ein typisches Bauwerk im ausgereiften bengalischen Stil. Als einer der wenigen Tempel der Region verfügt er über eine geräumige Vorhalle (mandapa).
- Der nahezu baugleiche Krishnachandra-Tempel entstand in den Jahren 1751–55.
- Der der Göttin Kali/Ambika geweihte Siddheswari Kali-Tempel wird bereits im 7. Jahrhundert erwähnt. Der heutige Bau stammt jedoch erst aus dem Jahr 1740.
- Der Pratapeshvara Mandir wurde im Jahr 1839 erbaut und ist der letzte bedeutende Tempelbau von Kalna. Er orientiert sich an der auch in Bengalen vorkommenden Tradition der turmartigen Deul-Tempel. Seine Außenwände sind teilweise mit Terracotta-Figuren geschmückt.
- Der Jagannath-Tempel ist dem Gott Vishnu als „Herr der Welt“ geweiht.